# Estação Chalandri
Chalandri (em grego:  Χαλάνδρι, Halándri) é uma das estações da Linha 3 do metro de Atenas. Uma plataforma da estação tem um mural de Rena Papaspirou, com o título Images Through Matter (2010).